# Сборная Эритреи по футболу
Сборная Эритреи по футболу — национальная футбольная сборная, представляющая Эритрею на международных турнирах и матчах по футболу. Управляющая организация — Эритрейская национальная футбольная федерация. С 1998 года является членом КАФ и ФИФА, также член КЕСАФА. Является одной из слабейших сборных мира. По состоянию на 27 мая 2021 года, в рейтинге ФИФА сборная Эритреи находится на 202-м месте.
Сборная Эритреи ни разу не участвовала в Кубке африканских наций, являющимся главным континентальным турниром в Африке. Также ни разу не квалифицировалась на Чемпионат мира.
В декабре 2009 года, после проигрыша в четвертьфинале Кубка Восточной и Центральной Африки в Найроби (Кения), сборная в полном составе исчезла в неизвестном направлении. В Эритрею вернулся только главный тренер и охранник сборной. Через некоторое время футболисты обратились в организацию по делам беженцев Кении с просьбой о предоставлении политического убежища.

## Чемпионат мира
- 1930 — 1998 — не была членом ФИФА
- 2002 — не прошла квалификацию
- 2006 — не прошла квалификацию
- 2010 — снялась с соревнований
- 2014 — 2022 — не прошла квалификацию
- 2026 — снялась с соревнований

## Кубок африканских наций
- 1957 — 1998 — не участвовала
- 2000 — 2008 — не прошла квалификацию
- 2010 — отозвала заявку
- 2012 — не подавала заявку
- 2013 — не подавала заявку
- 2015 — снялась с соревнований
- 2017 — снялась с соревнований
- 2019 — снялась с соревнований
- 2021 — не подавала заявку
- 2023 — снялась с соревнований
- 2025 — не допущена до отборочного турнира

## Главные тренеры
| Период     | Главный тренер     |
| ---------- | ------------------ |
| 1992—1996  | Текие Абраха       |
| 1995       | Йоахим Фикерт      |
| 1997—1998  | Осман Мушир        |
| 1999—2000  | Текие Абраха       |
| 2000—2002  | Йилмаз Юджетурк    |
| 2002       | Негаш Теклит       |
| 2002       | Войо Гардашевич    |
| 2004—2005  | Йохен Фигге        |
| 2006—2007  | Дориан Марин       |
| 2007—2008  | Рене Феллер        |
| 2009—2012  | Негаш Теклит       |
| 2013—2015  | Омар Ахмед Хуссейн |
| 2015—н. в. | Алемсегед Эфрем    |